# Veleronia laevifrons
Veleronia laevifrons är en kräftdjursart som beskrevs av Lipke Bijdeley Holthuis 1951. Veleronia laevifrons ingår i släktet Veleronia och familjen Palaemonidae. Inga underarter finns listade i Catalogue of Life.